# If Hope Dies
If Hope Dies ist eine US-amerikanische Metalcore-Band aus Auburn, New York, die im Jahr 1998 gegründet wurde.

## Geschichte
Die Band wurde im Sommer 1998 von Sänger Alan French, Schlagzeuger Brandon Wakeham, Bassist Gary Mann und den Gitarristen Thad Jackson und Tim Seib gegründet. Zusammen entwickelten sie die ersten Lieder, veröffentlichten Demos und spielte diverse Konzerte, wodurch die Gruppe im Jahr 2002 einen Vertrag bei Diehard Records erhielt und im selben Jahr dort ihr Debütalbum Siege Equipment for Spiritual Decline veröffentlichte. Da das Album jedoch kommerziell nicht sehr erfolgreich war, trennte sich Diehard Records wieder von der Band. Die Gruppe unterschrieb bei Ironclad Recordings und veröffentlichte 2003 das Album The Ground Is Rushing Up to Meet Us. 2004 wurde das Album bei Metal Blade Records und Ironclad Recordings wiederveröffentlicht.
Anfang 2005 ging die Band zusammen mit The Agony Scene auf Tour. Im April folgten dann Auftritte mit Kreator, Hate Eternal und Vader. Gegen Ende des Jahres trat sie dann zusammen mit Hatebreed, Full Blown Chaos, Most Precious Blood und Manntis in Nordamerika auf. Währenddessen arbeitete die Band an neuen Liedern, sodass die Gruppe danach mit Produzent Jason Suecof (Trivium, God Forbid) ein weiteres Album aufnahm. Als neuer Gitarrist war dabei Brian Ward in der Band, der Tim Seib ersetzte. Vor Veröffentlichung des Albums ging die Band mit Demiricous, Nodes of Ranvier und Still Remains auf Tour. Nachdem Life in Ruin Anfang April 2006 veröffentlicht worden war, folgte im Mai eine Tour durch die USA mit Bury Your Dead, DevilDriver und Remembering Never.

## Stil
Die Band spielt Metalcore, bei dem auch teilweise Einflüsse aus dem Thrash Metal und Melodic Death Metal hörbar sind. Verglichen wird die Band mit Soilwork.

## Diskografie
- 2002: Siege Equipment for Spiritual Decline (Album, Diehard Records)
- 2003: The Ground Is Rushing Up to Meet Us (Album, Ironclad Recordings)
- 2006: Life in Ruin (Album, Ironclad Recordings / Metal Blade Records)